# 王棕
王棕，別名大王椰子，棕櫚科王棕屬植物，原產於古巴、牙買加、巴拿馬，是古巴的國樹，在古巴受到法律保護，現被廣泛種植於熱帶地區、亞熱帶地區作觀賞之用。
臺灣於日治時期1898年引進該樹種，目前各地栽培普遍，多做為景觀植物及都市裡的行道樹。由於王棕株型高聳挺拔，是臺灣引進的椰子類中最高大而壯觀的一種，所以俗名為「大王椰子」。

## 外貌與特徵
本种為高大不分枝的常綠大喬木，株高20~30公尺，最高可達30米。其莖幹擎天屹立、王棕葉迎風搖曳，頗富詩意與美感。
莖: 單生無分枝，樹幹高大直立。幼株莖幹基部最為肥大，隨著成長逐漸轉為莖幹的中段某一部分不規則地膨大，膨大部分是含水多的地方，乃為適應旱地生活所產生，莖基部會有不定根伸展。莖幹之葉痕環紋明顯，幹面灰白平滑，樹幹頂部近葉處為綠色。王棕(大王椰子)是典型的頂芽優勢植物，其生長點只有一個，因此移植時應小心維護。冬天澆水量宜少，太多的水分易導致根部腐爛。
葉: 葉叢生於頂端，為羽狀複葉，葉鞘綠色，葉柄短，表面光滑有光澤，最長可達3米，小葉數多成筒狀，螺旋形排列於樹幹頂部，形成外形略為凌亂的樹冠。
花: 肉穗花序分枝多而短，長40－60厘米。花為乳白色。雌雄同株，雄花較長約6~7公分，花萼3片、花瓣3瓣，雄蕊6－12。雌花花瓣鑷合狀排列，子房3室，柱頭3。花期約10-5月，為蜂類的蜜源食物
果: 果为漿果，卵圓形，長1.2公分，比檳榔小，含種子一枚，種子卵形。

## 文化

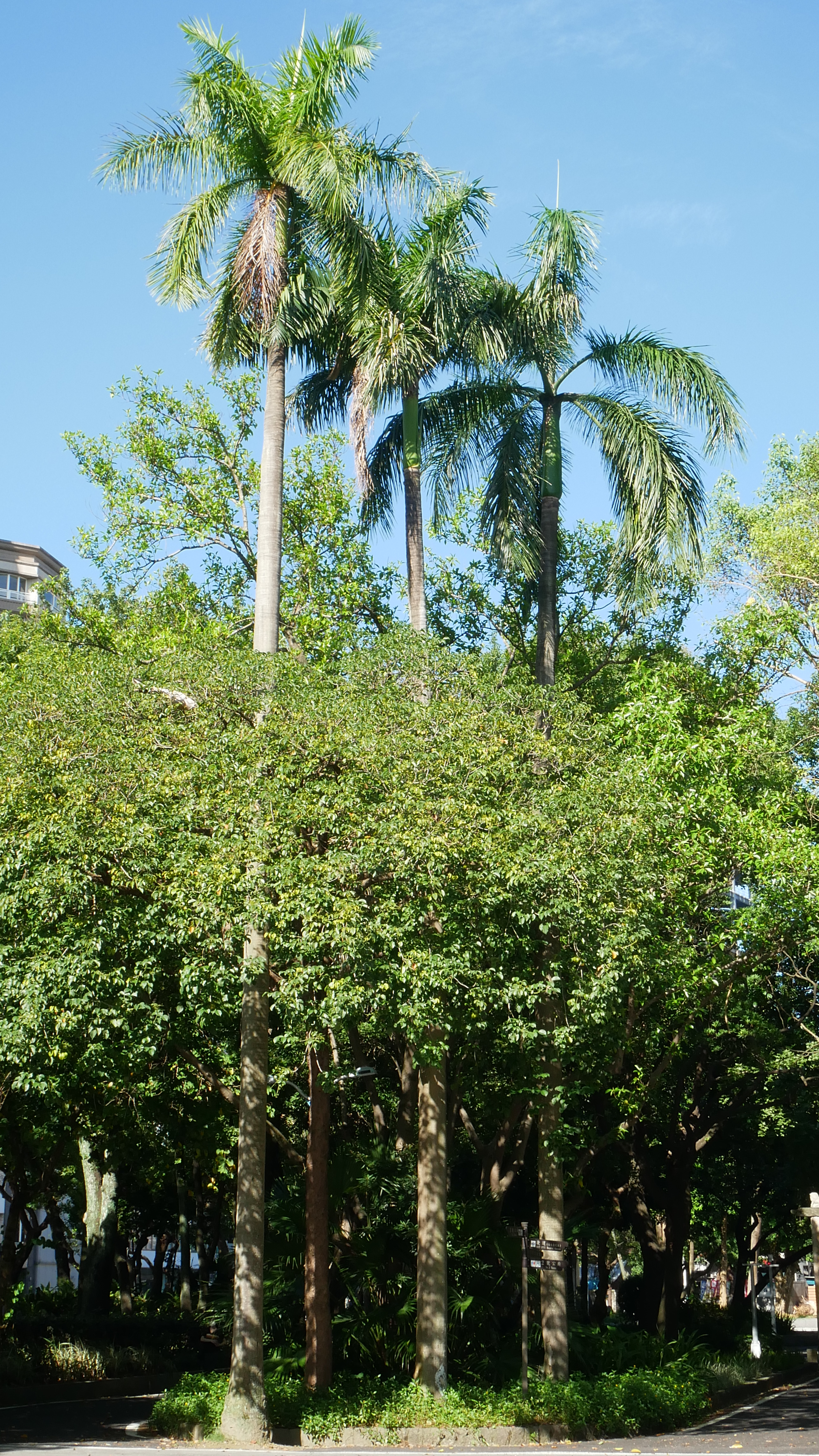
新公園的大王椰子

日治時期的台灣，因為大王椰子高聳挺拔，棕櫚類植物中樹形最高大者，象徵帝國權威高高在上不可冒犯，所以日本人會在台灣的政府機關所在地種大王椰子。例如，台灣總統府、台大校園的椰林大道等處都有種植。
歷經二次大戰的洗禮，許多大王椰子仍屹立不搖。仔細找找，仍可在莖部找到留在上面的彈痕。
大王椰子掉落的葉片，曾是昔日兒童的天然玩具，乘坐在上，同伴合力拉抬，樂趣無窮。葉子咖啡色的葉鞘部分，可「撕、剪、割」成帶狀用以編成小籠球。葉片也曾是老阿嬤時代，拿來做扇子的質材。

## 意外
大王椰子叶片的体积大，重量也大，吸收雨水后的大王椰子树叶，重量可达到30公斤，从高处掉下容易砸伤途經的人。